# Palazzo San Demetrio
Palazzo San Demetrio già Palazzo Massa di San Gregorio, a Catania, occupa l'angolo nord-ovest dei Quattro Canti, tra la via Etnea e la via Antonino di San Giuliano, ed è considerato, insieme al coevo Palazzo Biscari, il maggiore esempio di architettura tardo-barocca della città oltre ad essere il simbolo stesso della rinascita di Catania, non solo dopo il terremoto del 1693 ma anche del più recente secondo dopoguerra: esso infatti fu ricostruito pietra per pietra dopo che i bombardamenti del 1943 lo avevano distrutto quasi completamente.

## Storia
Il palazzo fu il primo a risorgere ad opera dell'architetto Alonzo di Benedetto, dopo il terribile Terremoto del Val di Noto del 1693 che distrusse per intero Catania e tutto l'angolo sudorientale della Sicilia, per volere del Barone di San Gregorio, Don Eusebio Massa che nel 1694 pose nell'androne del nuovo edificio un'epigrafe a ricordo del terremoto e come buon auspicio per il futuro:
Salvatore Pellegrino, barone di San Demetrio dal 1714, acquistò il palazzo dopo il decesso di Eusebio Massa. Perciò la famiglia Pellegrino abitò in questo palazzo fino ai primi del Novecento. Il palazzo continuamente ampliato, con la costruzione tra l'altro di un teatro (uno dei pochi a Catania in quell'epoca), oggi scomparso e dove più tardi avrebbe mosso i primi passi anche Vincenzo Bellini. 

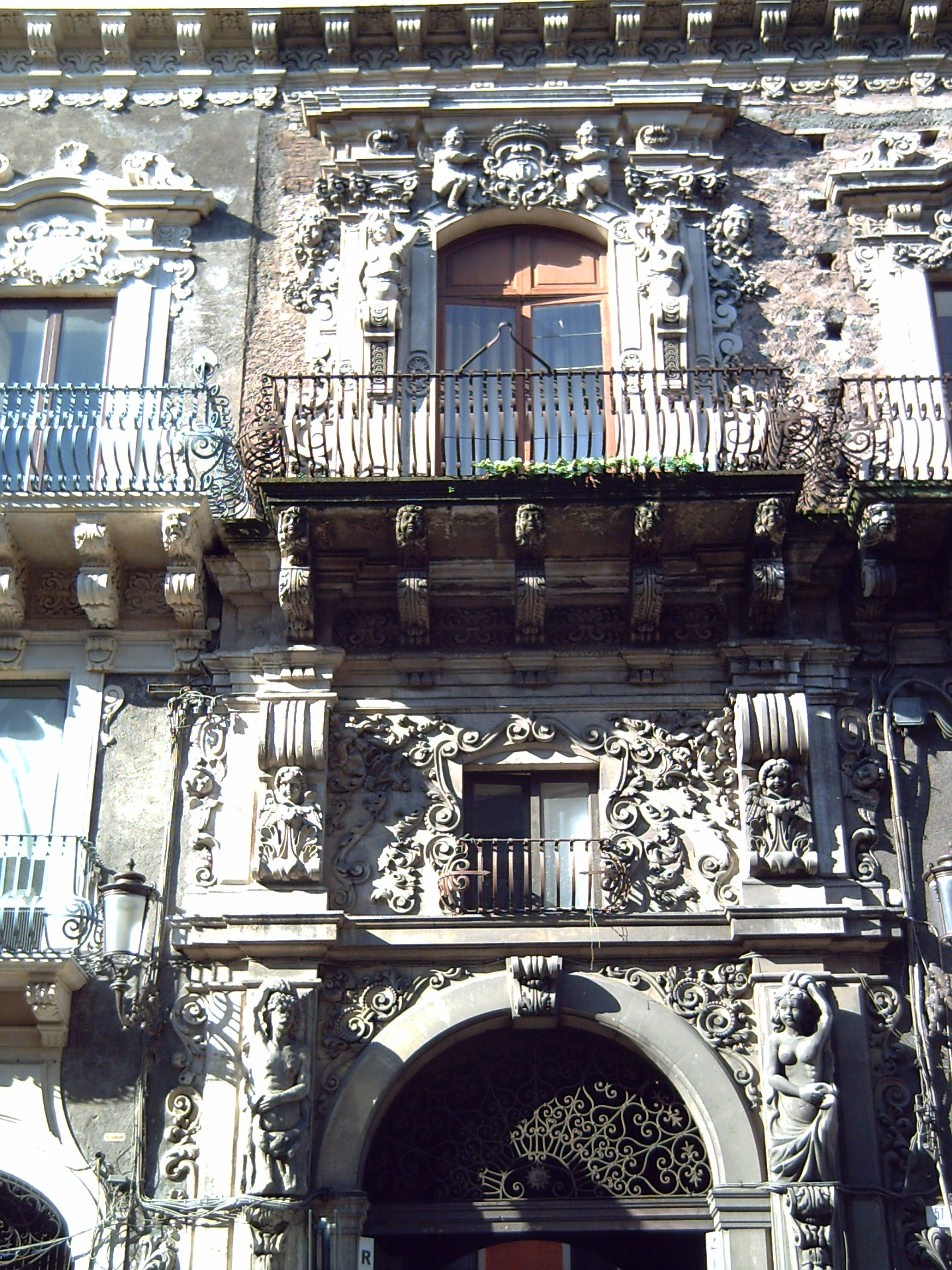
Particolare del palazzo

Notevoli cambiamenti sono stati apportati nel corso dei secoli all'edificio in particolare con la costruzione di un nuovo palazzo nel XIX secolo, prospettante sulle vie Alessandro Manzoni, Prefettura e Antonino di San Giuliano, ad inglobare il precedente di cui però non fu intaccata la facciata sulla via Etnea e sull'angolo dei Quattro Canti. Quest'ultimo prospetto fu comunque modificato nel corso dei lavori di livellamento del piano stradale (1870) che in quel punto fu abbassato di circa due metri provocando un notevole alteramento delle proporzioni dell'edificio con piccoli e grandi accorgimenti per riequilibrarlo col nuovo livello stradale. Così le cornici delle botteghe appaiono assolutamente incongrue e l'abbassamento del portone è stato camuffato con una finestrella cinta di goffe decorazioni baroccheggianti. 
Durante la Seconda guerra mondiale, Catania fu pesantemente bombardata e il 16 aprile 1943 due bombe caddero sul palazzo sventrandolo; in piedi rimasero solo i tre balconi angolari mentre circa settanta persone rifugiatesi nell'androne perirono sotto le macerie. Nel secondo dopoguerra fu ricostruito su progetto dell'architetto Giuseppe Marletta, basandosi su foto e progetti.